# Thùy trán
Thùy trán, nằm ở phía trước của não, là thùy lớn nhất trong bốn thùy chính của vỏ đại não trong động vật có vú. Thùy trán nằm ở phía trước của mỗi bán cầu đại não (ở phía trước thùy đỉnh và thùy thái dương). Nó phân tách khỏi thùy đỉnh bằng một đường rãnh giữa các mô gọi là rãnh trung tâm, và khỏi thùy thái dương bằng một đường rãnh sâu hơn gọi là rãnh bên. Phần tròn tròn ở trước nhất của thùy trán (dù không được xác định rõ ràng lắm) được gọi là cực trán, một trong ba cực của đại não.
Hồi trước trung tâm, một phần của thùy trán ở ngay phía trước rãnh trung tâm, chứa vỏ não vận động chính, thứ điều khiển những chuyển động lý trí của những phần cơ thể cụ thể.
Thùy trán chứa hầu hết những nơron nhạy cảm với dopamine trong vỏ đại não. Hệ thống dopaminergic thì có mối liên hệ với sự thưởng phạt, chú ý, những nhiệm vụ trí nhớ ngắn hạn, lên kế hoạch, và động cơ. Dopamine có xu hướng giới hạn và lựa chọn thông tin giác quan tới từ đồi thị đến não trước.

## Cấu trúc

Hoạt họa. Thùy trước (đỏ) của bán cầu đại não trái.

Ở bề mặt bên của não người, rãnh trung tâm ngăn cách thùy trán với thùy đỉnh. Rãnh bên ngăn cách thùy trán với thùy thái dương.

## Chức năng
Thùy trán đóng một vai trò lớn trong các chuyển động lý trí. Nó là nơi cư ngụ của vỏ não vận động chính, thứ điều chỉnh các hành vi như đi bộ.